# Jeff Smith
Jeff Smith właśc. Jerome Vincent Jeffords (ur. 23 kwietnia 1891 w Nowym Jorku, zm. 3 lutego 1962 w Levittown) – amerykański bokser zawodowy wagi średniej z lat 1910-1927.
Zawodowo walczył od 1910. Pierwszą udokumentowaną walkę stoczył 7 marca 1910, ostatnią 18 listopada 1927. W ciągu siedemnastu lat kariery stoczył prawdopodobnie ok. 600 walk z których udokumentowano 180. Mierzył się ze zmiennym szczęściem z najlepszymi zawodnikami wagi średniej George’em Chipem (trzykrotnie), Mikiem O’Dowdem (dwukrotnie) i Harrym Grebem (siedmiokrotnie) jednak nigdy nie otrzymał szansy walki o tytuł mistrza świata. Nazywany niekoronowanym mistrzem wagi średniej walczył również z zawodnikami wagi półciężkiej i ciężkiej Georges'em Carpentierem, Tommym Loughranem, Mikiem McTiguem i Gene’em Tunneyem. Był jednym z najbardziej podróżujących bokserów swoich czasów – walczył we Francji, Australii, Anglii, Kanadzie i Meksyku. Stąd przydomek The Bayonne Globetrotter.
Po zakończeniu kariery bokserskie pracował w Bayonne jako nauczyciel wychowania fizycznego i instruktor boksu w YMCA.
W roku 2013 został przyjęty do Międzynarodowej Bokserskiej Galerii Sławy.